# Коїгу (Урвасте)
Коїгу (ест. Koigu) — село в Естонії, входить до складу волості Урвасте, повіту Вирумаа.